# ديك روبرتس
ديك روبرتس (بالإنجليزية: Dick Roberts)‏ (1 يناير 1891 في المملكة المتحدة - ) هو مدرب كرة قدم ولاعب كرة قدم بريطاني (وحمل سابقاً جنسية المملكة المتحدة لبريطانيا العظمى وأيرلندا) في مركز الظهير. لعب مع كوفنتري سيتي ونونيتون بورو ‏ ونادي ليدز ‏ ونادي أثرستون تاون.